# Sofia Kovalevskaïa
Pour les articles homonymes, voir Kovalevskaïa.
Pour les autres membres de la famille, voir Famille Korvine-Kroukovski.
Sofia Vassilievna Kovalevskaïa (également Sonia, Sofa ; en russe : Со́фья Васи́льевна Ковале́вская ; en français et en allemand, elle signe Sophie Kowalevski) est une mathématicienne russe née à Moscou le 3 janvier 1850 (15 janvier dans le calendrier grégorien) et morte à Stockholm le 10 février 1891.
Elle est la première femme à obtenir un doctorat en mathématiques d'une université allemande, première femme professeur d'université en Europe[pas clair]  et également la première femme en Europe à rejoindre le comité de rédaction d’une revue scientifique.
Elle est l’auteure de plusieurs travaux notables, dont un sur la théorie des équations aux dérivées partielles.

## Biographie

### Famille et jeunesse
Sofia Vassilievna Korvine-Kroukovskaïa (en russe : Софья Васильевна Корвин-Круковская) naît à Moscou le 3 janvier 1850 (15 janvier dans le calendrier grégorien) dans une famille aisée. Son père, d'origine polonaise, est général d'artillerie, sa mère, Elisabeth Fiodorovna Schubert, descend d'une famille allemande. Son grand-père était général d'infanterie et son arrière-grand-père, Friedrich Theodor Schubert, avait étudié l'astronomie à Göttingen et avait été membre de l'Académie des sciences de Saint-Pétersbourg. Lorsque Sofia a huit ans, son père prend sa retraite et s'installe avec sa famille dans une propriété qu'il possède à Bilibino. Sofia est éduquée à la maison avec Anna, son aînée de six ans, et Fiodor son cadet de cinq ans, par une institutrice et un précepteur. Elle montre d'excellentes dispositions pour l'apprentissage des sciences et surpasse rapidement son précepteur de sorte que sa famille doit lui trouver un successeur. Un précepteur polonais et des institutrices française, anglaise et suisse s'occupent successivement de l'éducation des filles, mais c'est finalement l'oncle paternel de Sofia qui l'initie à la science. Un autre oncle, prénommé Fiodor, maternel celui-ci, éveille l'intérêt de Sofia pour les sciences naturelles. Un autre facteur plus indirect contribue à éveiller l'intérêt de Sofia pour les mathématiques. Faute de papier peint, sa chambre est recouverte des notes prises par son père à l'Académie militaire pendant les cours du mathématicien Mikhaïl Ostrogradski, codécouvreur avec Carl Friedrich Gauss et George Green du théorème de divergence du calcul vectoriel. Les murs de sa chambre se transforment en une sorte de fresque composée de formules et de raisonnements mathématiques auxquels la fillette de neuf ans ne comprend évidemment rien, mais qui stimulent sa curiosité pour cette discipline.
Vassili Vassilievitch a toujours aimé les mathématiques et est ravi de constater les facilités de sa fille pour cette matière. Loin de s'opposer à son intérêt, il l'encourage. Alors qu'elle n'est qu'une fillette, on l'autorise à assister à des cours particuliers dispensés à un cousin pour lui permettre d'être admis en dernière année de lycée. Sofia assimile immédiatement les idées nouvelles et décide de lire par elle-même un ouvrage d'algèbre qui figure dans la bibliothèque paternelle. Un autre facteur important pour le développement des intérêts scientifiques de Sofia est la présence à Bilibino de Nikolaï Tyrtov, un voisin qui lui apporte un ouvrage d'introduction à la physique qu'il vient de publier. Sofia dévore l'ouvrage et prouve à l'auteur, par la pertinence de ses questions, qu'elle est apte à entamer une carrière scientifique. Tyrtov déclare au père de Sofia qu'il serait coupable de négliger des aptitudes comme les siennes.

### Vie sociale, études et doctorat
Sa naissance destine Sofia à intégrer le monde de la grande bourgeoisie ou de la noblesse russe. Mais son caractère déterminé et l'influence de sa sœur aînée, qui compte énormément pour elle, en décident autrement : elle rejoint le courant grâce auquel nombre de jeunes gens aisés de son temps acquièrent une conscience sociale. Jeune adolescente, elle rejoint le courant nihiliste russe en même temps que sa sœur et une amie. Celui-ci prône l'égalité des droits entre hommes et femmes, et érige l'éducation des femmes des classes aisées en devoir. Toutes trois décident de contracter un mariage blanc, seul moyen pour elles de se rendre à l'étranger pour y suivre des études. Sofia, la plus jeune des trois, épouse le 27 septembre 1868 Vladimir Onoufrievitch Kovalevski, un jeune paléontologue, promoteur et traducteur des œuvres de Charles Darwin,.
Une fois mariés, les Kovalevski s'installent à Saint-Pétersbourg et y fréquentent les milieux nihilistes. Ils deviennent amis du philosophe et romancier Nikolaï Tchernychevski et de son épouse Olga. Ils prennent comme modèle pour leur propre couple celui des protagonistes de l'influent roman de Tchernychevski Que faire ?. Pendant cette courte période à Saint-Pétersbourg, Sofia continue d'apprendre les mathématiques auprès du professeur Strannolioubski. C'est de ce moment que date sa décision de se consacrer entièrement aux mathématiques, puisqu'aucune autre discipline ne lui apporte autant de satisfaction. Toutefois, Sofia ne pouvant pas s'inscrire dans une université russe, le couple décide de se rendre à Vienne où Vladimir espère pouvoir étudier la géologie et avoir accès aux riches collections de fossiles. Sofia, pour sa part, s'efforce d'y étudier les mathématiques, mais elle est froidement accueillie, seul le physicien Carl Georg Lange étant disposé à l'accepter comme étudiante. Le couple décide donc de rejoindre Heidelberg en 1869, où le recteur de l'université donne à Sofia l'autorisation d'assister aux cours, après accord de chacun des professeurs de physique et de mathématiques. C'est ainsi que, durant l'année et demie du séjour du couple à Heidelberg, Sofia peut assister à une vingtaine d'heures de cours par semaine. Les professeurs sont prestigieux : Gustav Kirchhoff enseigne la physique, Hermann von Helmholtz la physiologie et Leo Königsberger et Paul du Bois-Reymond les mathématiques. Elle suit les cours avec un intérêt insatiable et assimile leur contenu à toute allure. Pendant les vacances, elle accompagne Vladimir dans ses excursions géologiques : au cours d'un voyage en Angleterre à l'automne 1869, ils font la connaissance de Charles Darwin, du biologiste Thomas Huxley, de la romancière George Eliot et du philosophe et sociologue Herbert Spencer. Mais le « mariage » des Kovalevsky se dégrade très rapidement et Vladimir finit par s'installer à Iéna. Comme les progrès de Sofia en mathématiques sont impressionnants, ses professeurs lui conseillent de se rendre à Berlin où le grand analyste allemand Karl Weierstrass pourra l'aider à parachever sa formation.
Lors de l'arrivée de Sofia à Berlin, Weierstrass a cinquante-cinq ans. Elle se présente chez lui pour lui demander de lui donner des cours particuliers, car elle sait que, en tant que femme, l'université de Berlin n'acceptera pas de l'inscrire et qu'elle ne pourra donc pas assister aux cours que le mathématicien allemand y donne. Il lui demande de résoudre un ensemble de problèmes en l'espace d'une semaine, ce qu'elle fait brillamment dans le temps voulu en y apportant des solutions profondément originales, très différentes de ce qu'était une approche normale. Plus tard, Weierstrass admettra qu'il eut alors l'impression d'avoir toujours attendu qu'une élève comme elle frappe à sa porte. Il décide de lui donner des cours particuliers — les mêmes qu'il donne à l'université — pour circonvenir le cadre officiel si restrictif. Sofia apprend ainsi toutes les subtilités des fonctions d'une variable complexe, des fonctions elliptiques, hyperelliptiques et fonctions abéliennes, ainsi que leurs applications en physique et en géométrie. Au cours des trois années suivantes, elle écrit trois articles : « Sur la théorie des équations aux dérivées partielles », « Sur la réduction d'une certaine classe d'intégrales abéliennes à des intégrales elliptiques » et « Ajouts et observations sur les recherches de Laplace concernant la forme des anneaux de Saturne ». Elle soumet les trois travaux simultanément à l'université de Göttingen, réputée pour avoir une plus large ouverture d'esprit que l'université de Berlin. Sachant que Sofia maîtrise imparfaitement l'allemand, Weierstrass invite l'administration de l'université à l'autoriser à présenter sa thèse in absentia, c'est-à-dire sans soutenance publique. C'est ainsi que Sofia Kovalevskaïa obtient son doctorat en mathématiques de l'université de Göttingen à l'automne 1874 et est la première femme à obtenir un doctorat en mathématiques d'une université allemande. Chacun des trois mémoires aurait suffi pour une thèse, a dit Weierstrass,.

### Retour en Russie
Une fois leurs doctorats obtenus, celui de Sofia à Göttingen et celui de Vladimir à Iéna, les Kovalevsky décident de rentrer en Russie.
Les années berlinoises de Sofia ont été très productives d'un point de vue mathématique et universitaire, mais elle est épuisée. Elle avait consacré toute son énergie à ses recherches, isolée du monde et, après l'obtention de son doctorat, elle traverse une phase de profond abattement. C'est la raison pour laquelle elle se tient à l'écart des mathématiques et retourne à Bilibino, chez ses parents. Après quelques semaines, les Kovalevsky décident de s'installer à Saint-Pétersbourg pour s'intégrer au milieu scientifique, mais ils découvrent que les portes ne s'ouvrent pas facilement pour eux. Pour Sofia parce qu'elle est une élève de Weierstrass, que son titre n'est pas officiellement reconnu en Russie, et que les portes de l'université lui sont barrées en tant que femme. Vladimir, pour des raisons totalement différentes mais tout aussi insurmontables, ne parvient pas non plus à obtenir un poste universitaire. La mort de son père, en 1875, plonge Sofia dans une profonde dépression et met fin à ses efforts. Elle délaisse totalement les mathématiques de 1875 à 1878, leur préférant la superficielle vie sociale de la grande ville. Son père lui a laissé en héritage 30 000 roubles, Vladimir possède en propre 20 000 roubles. Ils s'imaginent qu'en investissant dans l'immobilier leur avenir est assuré, ils mènent grand train dans une maison avec jardin, ils reçoivent des intellectuels tels le poète Nikolaï Nekrassov, l'écrivain Ivan Tourgueniev. C'est lors d'une soirée à leur domicile que Sofia fait la connaissance du mathématicien suédois Gösta Mittag-Leffler, un élève de Weierstrass de passage à Saint-Pétersbourg. Celui-ci s'efforce, sans grand succès, de convaincre Sofia de revenir aux mathématiques, car elle fait sur lui une très forte impression. C'est à cette époque que Sofia et Vladimir décident de fonder une famille, et elle accouche d'une fille nommée Sofia et surnommée Foufa le 17 octobre 1878. Les finances du couple s'effilochent — ils vivent d'emprunts —, leur vie sociale s'amenuise et Sofia décide de revenir aux mathématiques et de trouver un moyen de s'établir professionnellement. Elle se rend à Berlin auprès de Weierstrass pour y trouver un poste, mais en revient bredouille. Vladimir finit par obtenir un poste de professeur à la faculté de géologie, mais l'échec de ses investissements provoque sa ruine financière et l'éclatement du couple. En mars 1881, Vladimir rejoint son frère à Odessa, Sofia et sa fille prennent le train pour Berlin, où elle s'immerge auprès de Weierstrass dans le travail mathématique. Weierstrass lui suggère d'étudier un problème lié à la réfraction de la lumière dans un milieu cristallin. Elle y consacre un certain temps et finit par publier un article en 1885. À la fin de l'automne 1881, alors qu'elle se trouve à Berlin depuis plusieurs mois, elle décide de se rendre à Paris, dans l'espoir d'y travailler avec des mathématiciens français, et aussi pour y retrouver sa sœur Anna qui y réside. Les premiers mois à Paris sont difficiles, elle a de sérieux soucis financiers et sa fille tombe gravement malade. Après le rétablissement de sa fille, elle l'envoie vivre auprès de son amie Julia Lermontova, première femme chimiste russe. Leur séparation durera deux ans, jusqu'au jour où Sofia aura obtenu un poste à Stockholm. En 1882, Gösta Mittag-Leffler se rend à Paris et la présente à ses collègues et amis mathématiciens. On commence à la convier aux différentes activités, elle est rapidement acceptée et est même élue membre titulaire de la Société mathématique de Paris. Parmi ses nouveaux amis, on trouve Gaston Darboux, Charles Hermite et Henri Poincaré. Elle rédige son article sur la réfraction de la lumière et fait, pour la première fois depuis longtemps, des progrès importants dans ses recherches. Mais la nouvelle du suicide de son mari, par inhalation de chloroforme dans la nuit du 27 au 28 avril 1883, l'affecte profondément pendant de nombreux jours. Elle termine son article sur la réfraction et se rend à Berlin pour le soumettre à Weierstrass, qui l'invite à le publier. Elle se rend ensuite en Russie pour mettre de l'ordre dans les affaires de son mari et présente au juge la volumineuse documentation qui prouve que son mari a été escroqué honteusement par les frères Ragozine, qu'il était honnête et innocent. Pendant qu'elle règle les questions financières et s'efforce de laver l'honneur de son mari, elle demande à Mittag-Leffler de l'aider à obtenir un poste à Stockholm, où il enseigne. Elle obtient, à l'essai pour un an, un poste de privat-docent à l'université de Stockholm.

### Stockholm: destination finale

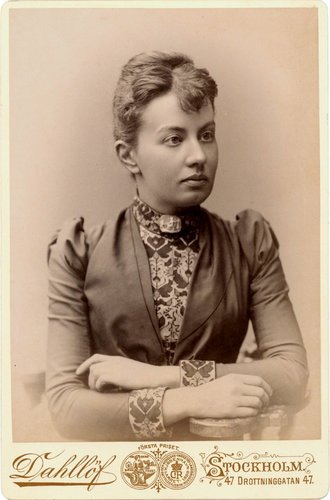
Sofia Kovalevskaïa à Stockholm.

Son premier cours a lieu le 30 janvier 1884 devant un auditoire composé de douze étudiants, plusieurs professeurs, quelques employés de l'université et quelques habitants de Stockholm. Il est évident qu'elle est une enseignante formidable puisqu'elle parle des équations aux dérivées partielles, auxquelles elle a fait des contributions très importantes. Au début, la vie en Suède est très agréable, elle est très appréciée de ses étudiants. Pendant l'été, elle se rend en Russie pour voir sa fille Fufa, et en Allemagne pour rencontrer Weierstrass.
Peu de temps après son arrivée à Stockholm, Sofia commence son travail sur la toupie, dont elle estime la durée à cinq ans. En juin 1884, elle obtient un contrat de professeur extraordinaire pour une durée maximale de cinq ans. Il y a un autre événement important d'un point de vue professionnel. Grâce au soutien de Mittag-Leffler, Sofia — première femme à occuper un tel poste en Europe — est nommée au comité éditorial de la revue Acta mathematica, ce qui lui permet de correspondre avec beaucoup de mathématiciens, surtout en France, en Allemagne et en Russie. Pendant l'été 1886, elle se rend en France et explique à Charles Hermite, Joseph Bertrand, Gaston Darboux et Émile Picard les calculs qu'elle effectue sur la dynamique des corps rigides. À ce moment, elle a déjà découvert la « toupie de Kovalevskaïa » et la fin de son travail semble proche, puisqu'il ne reste plus qu'à régler méticuleusement les derniers détails. Son travail fait forte impression, et l'Académie des sciences décide que le thème du prochain prix Bordin sera consacré au meilleur travail qui parviendra à « améliorer significativement la théorie du mouvement d'un corps solide ». Elle décide donc de se présenter au prix et poursuit ses recherches sur la dynamique des corps rigides. Le défi est considérable, et comme sa fille Fufa lui manque beaucoup, elle la fait venir auprès d'elle. Pendant l'hiver 1887-1888, Sofia tombe éperdument amoureuse du sociologue russe Maxime Kovalevski, un cousin éloigné de Vladimir, invité par l'université de Stockholm pour y donner une série de conférences. Partagée entre ses multiples devoirs et sa passion, elle doit négliger quelque peu ses recherches, en conséquence de quoi son mémoire n'est rendu à l'Académie qu'à la fin de l'été 1888. Quinze mémoires anonymes sont soumis, mais celui de Sofia se détache tellement du lot que le jury décide de lui attribuer le prix, porté exceptionnellement à 5 000 francs au lieu de 3 000. Elle est à présent une mathématicienne reconnue et a droit à une reconnaissance internationale. Après la joie et la sérénité, Sofia connaît l'abattement et doit être hospitalisée. Elle demande à Mittag-Leffler de lui accorder un temps de repos pour se rétablir. Après son rétablissement au printemps 1889, elle reste en France au grand mécontentement de Gösta Mittag-Leffler. L'université de Stockholm lui accorde enfin la chaire tant convoitée, grâce aux rapports favorables d'Hermite et du mathématicien norvégien Carl Anton Bjerknes. Elle se trouve à Paris pendant l'Exposition universelle de 1889, à laquelle elle assiste en tant qu'invitée spéciale. Elle obtient le prix de l'Académie des sciences de Stockholm en 1889. En décembre 1890, elle rompt avec Maxime et décide de rentrer à Stockholm, depuis Cannes, en passant par Paris et Berlin pour y rencontrer ses amis mathématiciens. Elle s'enrhume et son état s'aggrave durant le voyage. Son rhume se transforme en pneumonie, qui l'emporte, à Stockholm, le 10 février 1891. Elle avait atteint le sommet, mais n'eut jamais l'occasion d'en profiter,. Son roman Une nihiliste, inspiré partiellement de sa propre vie, est publié un an plus tard.

### Activités politiques et artistiques

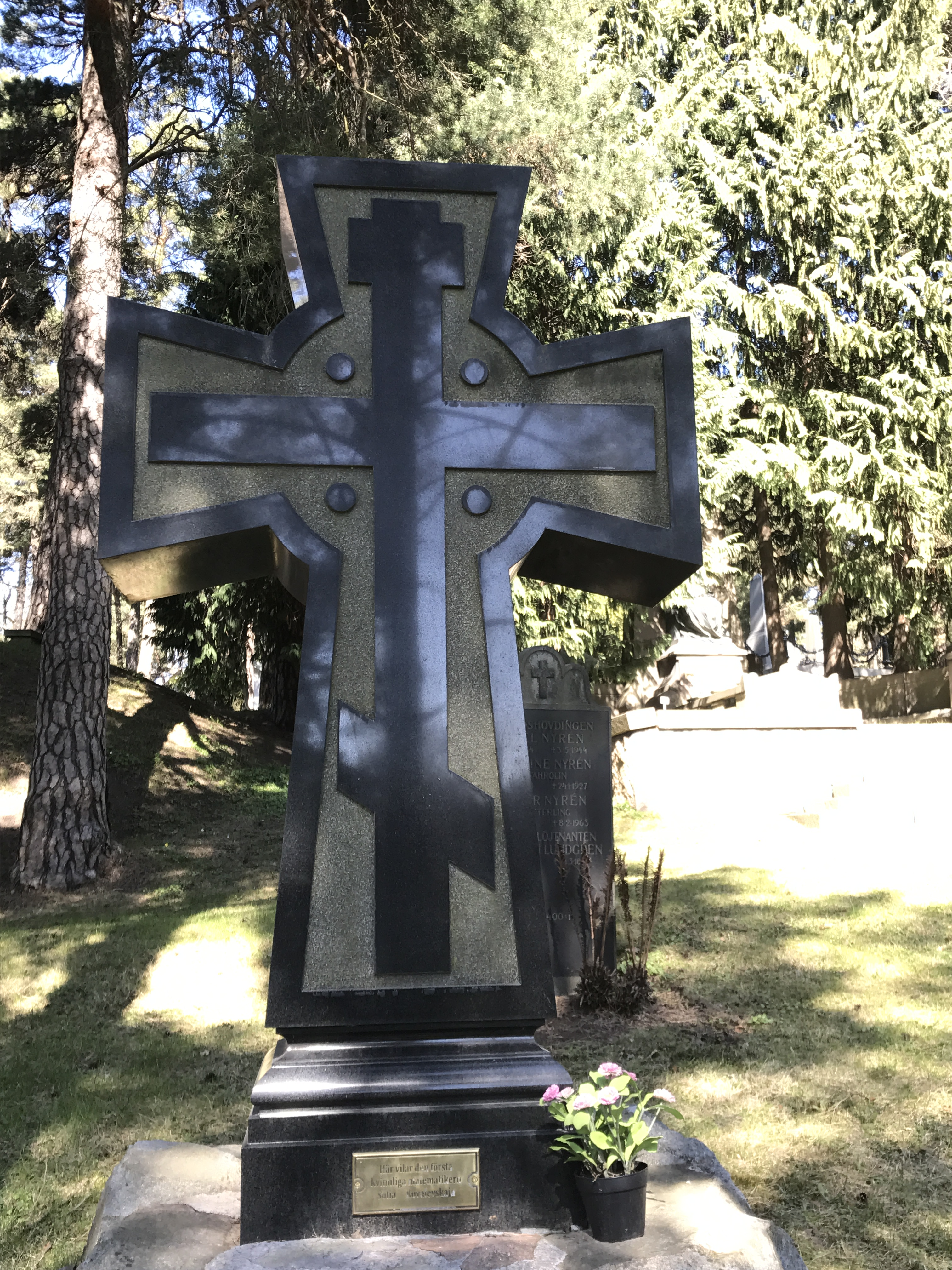
Sépulture sous une croix orthodoxe de Sofia Kovalevskaïa au cimetière du Nord (Solna).

Sofia et Vladimir apprennent le siège de Paris par les Prussiens en septembre 1870 et décident de s'y rendre. Ils arrivent à Strasbourg le 29 janvier 1871 et grâce à un laissez-passer donné par un officier d'État-major prussien, ils se rendent à Versailles après le 28 janvier, date de l'armistice, et puis à Paris avant le 18 février.
Ils retournent à Berlin puis reviennent à Paris entre le 5 avril et le 12 mai.
À cette période, Sofia Kovalevskaïa participe activement à la Commune de Paris avec sa sœur Anna Jaclard en tant que brancardières à l'ambulance de l'Élysée-Montmartre, organisée par le Comité de vigilance. Elle est alors membre du Club de la Boule noire, un club exclusivement réservé aux femmes où l'on discute de sujets de sociétés comme la prostitution, l'organisation du travail ou encore de l'éducation.
Anna est mariée à Victor Jaclard, qui fut — six mois auparavant — un membre important de la Commune de Lyon avant de s'illustrer lors de la Commune de Paris.
À la suite de l'écrasement de la Commune lors de la semaine sanglante, Sofia retourne à Berlin travailler avec Weierstrass.
En l'honneur de sa sœur Anna décédée à Paris d'une opération faisant suite à un cancer, elle écrit un livre intitulé Souvenirs d'enfance, dans lequel elle évoque leur enfance à Bilbino. En 1890, elle publie un roman partiellement autobiographique, dans lequel elle expose ses opinions politiques. En collaboration avec Anne Charlotte Leffler, la sœur de Gösta Mittag-Leffler, elle écrit des pièces de théâtre.

### Œuvres littéraires
Sofia Kovalevskaïa a également produit des écrits littéraires significatifs. Ces œuvres, souvent semi-autobiographiques, explorent des thématiques sociales, philosophiques et féministes, en lien avec les préoccupations intellectuelles et culturelles de la Russie du XIXe siècle.
Parmi ses œuvres les plus notables figure Une nihiliste (1889), un roman inspiré par les idéaux du mouvement nihiliste en Russie. Ce récit semi-autobiographique illustre les luttes idéologiques d'une jeune femme confrontée aux normes patriarcales et aux conventions sociales. Kovalevskaïa y mêle des éléments de sa propre expérience avec une critique des structures oppressives de la société de son époque.
Vera Vorontzoff a été publié en 1891. Ce roman explore les dilemmes moraux et idéologiques associés au nihilisme, tout en dépeignant les défis émotionnels et sociaux auxquels sont confrontées les femmes dans une société conservatrice.
Sofia Kovalevskaïa a également écrit des mémoires intitulés Souvenirs d'enfance (1895), où elle revient sur son enfance dans une famille noble russe. Ces souvenirs offrent un éclairage unique sur son parcours intellectuel et les influences qui ont façonné sa pensée. Ce texte est une source précieuse pour comprendre la société russe de la seconde moitié du XIXe siècle.
Les écrits littéraires de Kovalevskaïa ont été reconnus pour leur profondeur psychologique et leur analyse des conflits sociaux et existentiels. Des chercheurs modernes, tels que Polster (2006) et Harding (1993), ont examiné l'importance de son œuvre dans le contexte de la littérature russe et de l'histoire des femmes. Ces études mettent en lumière son habileté à articuler des récits mêlant émotions personnelles, réflexion intellectuelle et critique sociale.

## Décoration
- Chevalier de l'ordre des Palmes académiques

## Hommages
- Le cratère lunaire Kovalevskaya et l'astéroïde (1859) Kovalevskaïa sont ainsi nommés en son honneur.
- Plusieurs prix scientifiques portent son nom :
  - le Prix Sofia Kovalevskaïa de la Fondation Alexander von Humboldt décerné à de jeunes scientifiques prometteurs ;
  - le prix Kovalevskaïa, destiné à distinguer et à promouvoir la recherche scientifique chez les femmes spécialisées dans les sciences dans les pays en développement : au Viêt Nam, au Pérou, au Mexique, à Cuba, en Afrique du Sud. Il a été fondé par Neal et Ann Hibner Koblitz ; celle-ci étant l'auteur d'une biographie de Sofia Kovalevskaïa, voir ci-dessous.
  - la Conférence Sofia Kovalevskaya, décernée conjointement par la Society for Industrial and Applied Mathematics (SIAM) et l'Association for Women in Mathematics (AWM) à une personnalité de la communauté scientifique dont les travaux mettent en lumière les découvertes de femmes en mathématiques appliquées ou numériques.

- Alice Munro evoque les derniers mois de sa vie dans la nouvelle Trop de bonheur.